# Wereldbeker langlaufen 2012/2013
De wereldbeker langlaufen 2012/2013 (officieel: FIS Cross-Country World Cup presented by Viessmann) ging van start op 24 november 2012 in het Zweedse Gällivare en eindigde op 24 maart 2012 in het Zweedse Falun. De wereldbeker werd georganiseerd door de Fédération Internationale de Ski. Het was de 32e editie van de wereldbeker voor zowel mannen als vrouwen.
De hoogtepunten van het seizoen zijn de Tour de Ski en de wereldkampioenschappen langlaufen 2013, de resultaten van dit laatste evenement tellden echter niet mee voor de wereldbeker.
De langlaufer die aan het einde van het seizoen de meeste punten had verzameld, won de algemene wereldbeker. De Noor Petter Northug en Poolse Justyna Kowalczyk wonnen die algemene wereldbeker.

## Mannen

### Kalender
| Datum | Plaats                            | Onderdeel                             | Eerste                                                                     | Tweede                                                                    | Derde                                                                        |
| --- | --------------------------------- | ------------------------------------- | -------------------------------------------------------------------------- | ------------------------------------------------------------------------- | ---------------------------------------------------------------------------- |
| 24/11/2012 | Gällivare                         | 15 km vrije stijl                     | Martin Johnsrud Sundby                                                     | Aleksej Poltoranin                                                        | Marcus Hellner                                                               |
| 25/11/2012 | Gällivare                         | 4 x 7,5 km estafette                  | Noorwegen I Eldar Rønning Martin Johnsrud Sundby Sjur Røthe Petter Northug | Zweden I Emil Jönsson Johan Olsson Daniel Richardsson Marcus Hellner      | Rusland I Jevgeni Belov Maksim Vylegsjanin Aleksandr Legkov Ilja Tsjernoesov |
| Nordic Opening |                                   |                                       |                                                                            |                                                                           |                                                                              |
| 30/11/2012 | Kuusamo                           | Sprint (klassieke stijl)              | Nikita Krjoekov                                                            | Petter Northug                                                            | Eirik Brandsdal                                                              |
| 01/12/2012 | Kuusamo                           | 10 km vrije stijl                     | Aleksandr Legkov                                                           | Petter Northug                                                            | Maurice Manificat                                                            |
| 02/12/2012 | Kuusamo                           | 15 km klassieke stijl (handicapstart) | Maksim Vylegsjanin                                                         | Dario Cologna                                                             | Martin Johnsrud Sundby                                                       |
| Eindklassement Nordic Opening:                                                                                                | Eindklassement Nordic Opening:    | Eindklassement Nordic Opening:        | Petter Northug                                                             | Maksim Vylegsjanin                                                        | Aleksej Poltoranin                                                           |
| 07/12/2012 | Quebec                            | Teamsprint (vrije stijl)              | Kazachstan I Denis Volotka Nikolaj Tsjebotko                               | Rusland I Nikita Krjoekov Aleksej Petoechov                               | Noorwegen I Anders Gløersen Eirik Brandsdal                                  |
| 08/12/2012 | Quebec                            | Sprint (vrije stijl)                  | Emil Jönsson                                                               | Teodor Peterson                                                           | Aleksej Petoechov                                                            |
| 13/12/2012 | Canmore                           | 15 km klassieke stijl (massastart)    | Tim Tscharnke                                                              | Sjur Røthe                                                                | Tobias Angerer                                                               |
| 15/12/2012 | Canmore                           | Sprint (vrije stijl)                  | Emil Jönsson                                                               | Anders Gløersen                                                           | Nikita Krjoekov                                                              |
| 16/12/2012 | Canmore                           | 30 km skiatlon                        | Maurice Manificat                                                          | Roland Clara                                                              | Sjur Røthe                                                                   |
| Tour de Ski 2012/2013 |                                   |                                       |                                                                            |                                                                           |                                                                              |
| 29/12/2012 | Oberhof                           | 4 km vrije stijl                      | Petter Northug                                                             | Marcus Hellner                                                            | Aleksandr Legkov                                                             |
| 30/12/2012 | Oberhof                           | 15 km klassieke stijl (handicapstart) | Maksim Vylegsjanin                                                         | Aleksandr Legkov                                                          | Petter Northug                                                               |
| 01/01/2013 | Val Müstair                       | Sprint (vrije stijl)                  | Finn Hågen Krogh                                                           | Federico Pellegrino                                                       | Len Valjas                                                                   |
| 03/01/2013 | Toblach                           | 35 km vrije stijl (handicapstart)     | Petter Northug                                                             | Aleksandr Legkov                                                          | Dario Cologna                                                                |
| 04/01/2013 | Toblach                           | 5 km klassieke stijl                  | Aleksej Poltoranin                                                         | Petter Northug                                                            | Dario Cologna                                                                |
| 05/01/2013 | Val di Fiemme                     | 20 km klassieke stijl (massastart)    | Aleksej Poltoranin                                                         | Len Valjas                                                                | Alex Harvey                                                                  |
| 06/01/2013 | Val di Fiemme                     | 9 km achtervolging (vrije stijl)      | Marcus Hellner                                                             | Ivan Babikov                                                              | Roland Clara                                                                 |
| Eindklassement Tour de Ski:                                                                                                   | Eindklassement Tour de Ski:       | Eindklassement Tour de Ski:           | Aleksandr Legkov                                                           | Dario Cologna                                                             | Maksim Vylegsjanin                                                           |
| 12/01/2013 | Liberec                           | Sprint (klassieke stijl)              | Teodor Peterson                                                            | Emil Jönsson                                                              | Pål Golberg                                                                  |
| 13/01/2013 | Liberec                           | Teamsprint (vrije stijl)              | Rusland II Michail Devjatjarov Jr Nikolaj Morilov                          | Noorwegen II Eirik Brandsdal Pål Golberg                                  | Rusland I Aleksej Petoechov Nikita Krjoekov                                  |
| 19/01/2013 | La Clusaz                         | 15 km klassieke stijl (massastart)    | Aleksej Poltoranin                                                         | Aleksandr Bessmertnych                                                    | Dario Cologna                                                                |
| 20/01/2013 | La Clusaz                         | 4 x 7,5 km estafette                  | Noorwegen I Eldar Rønning Didrik Tønseth Martin Johnsrud Sundby Sjur Røthe | Zweden I Daniel Richardsson Johan Olsson Calle Halfvarsson Marcus Hellner | Tsjechië Jiří Magál Lukáš Bauer Aleš Razým Martin Jakš                       |
| 01/02/2013 | Sotsji                            | Sprint (vrije stijl)                  | Petter Northug                                                             | Dario Cologna                                                             | David Hofer                                                                  |
| 02/02/2013 | Sotsji                            | 30 km skiatlon                        | Dario Cologna                                                              | Ilja Tsjernoesov                                                          | Aleksandr Legkov                                                             |
| 03/02/2013 | Sotsji                            | Teamsprint (klassieke stijl)          | Rusland I Dmitri Japarov Maksim Vylegsjanin                                | Zweden I Emil Jönsson Teodor Peterson                                     | Duitsland I Axel Teichmann Tobias Angerer                                    |
| 16/02/2013 | Davos                             | Sprint (klassieke stijl)              | Aleksej Poltoranin                                                         | Dario Cologna                                                             | Federico Pellegrino                                                          |
| 17/02/2013 | Davos                             | 15 km vrije stijl                     | Johan Olsson                                                               | Dario Cologna                                                             | Aleksandr Legkov                                                             |
| 20 februari tot en met 3 maart 2013: wereldkampioenschappen langlaufen 2013 in Val di Fiemme (telt niet mee voor wereldbeker) |                                   |                                       |                                                                            |                                                                           |                                                                              |
| 09/03/2013 | Lahti                             | Sprint (vrije stijl)                  | Emil Jönsson                                                               | Ola Vigen Hattestad                                                       | Finn Hågen Krogh                                                             |
| 10/03/2013 | Lahti                             | 15 km klassieke stijl                 | Petter Northug                                                             | Aleksej Poltoranin                                                        | Martin Johnsrud Sundby                                                       |
| 13/03/2013 | Drammen                           | Sprint (klassieke stijl)              | Petter Northug                                                             | Aleksej Poltoranin                                                        | Nikita Krjoekov                                                              |
| 16/03/2013 | Oslo                              | 50 km vrije stijl (massastart)        | Aleksandr Legkov                                                           | Martin Johnsrud Sundby                                                    | Ilja Tsjernoesov                                                             |
| Wereldbekerfinale |                                   |                                       |                                                                            |                                                                           |                                                                              |
| 20/03/2013 | Stockholm                         | Sprint (klassieke stijl)              | Petter Northug                                                             | Eirik Brandsdal                                                           | Nikita Krjoekov                                                              |
| 22/03/2013 | Falun                             | 2,5 km vrije stijl                    | Petter Northug                                                             | Pål Golberg                                                               | Anders Gløersen                                                              |
| 23/03/2013 | Falun                             | 15 km klassieke stijl (massastart)    | Eldar Rønning                                                              | Maksim Vylegsjanin                                                        | Martin Johnsrud Sundby                                                       |
| 24/03/2013 | Falun                             | 15 km vrije stijl (handicapstart)     | Finn Hågen Krogh                                                           | Martin Johnsrud Sundby                                                    | Aleksandr Legkov                                                             |
| Eindklassement wereldbekerfinale:                                                                                             | Eindklassement wereldbekerfinale: | Eindklassement wereldbekerfinale:     | Petter Northug                                                             | Finn Hågen Krogh                                                          | Martin Johnsrud Sundby                                                       |

### Eindstanden
| Algemene wereldbeker | Algemene wereldbeker   | Algemene wereldbeker | Algemene wereldbeker |
| #                    | Naam                   | Land                 | Punten               |
| -------------------- | ---------------------- | -------------------- | -------------------- |
| 1                    | Petter Northug         | NOR                  | 1.561                |
| 2                    | Aleksandr Legkov       | RUS                  | 1.381                |
| 3                    | Dario Cologna          | SUI                  | 1.364                |
| 4                    | Aleksej Poltoranin     | KAZ                  | 995                  |
| 5                    | Maksim Vylegsjanin     | RUS                  | 935                  |
| 6                    | Ilja Tsjernoesov       | RUS                  | 845                  |
| 7                    | Emil Jönsson           | SWE                  | 735                  |
| 8                    | Martin Johnsrud Sundby | NOR                  | 672                  |
| 9                    | Marcus Hellner         | SWE                  | 630                  |
| 10                   | Finn Hågen Krogh       | NOR                  | 545                  |

| Afstandswereldbeker | Afstandswereldbeker    | Afstandswereldbeker | Afstandswereldbeker |
| #                   | Naam                   | Land                | Punten              |
| ------------------- | ---------------------- | ------------------- | ------------------- |
| 1                   | Aleksandr Legkov       | RUS                 | 793                 |
| 2                   | Dario Cologna          | SUI                 | 644                 |
| 3                   | Petter Northug         | NOR                 | 632                 |
| 4                   | Aleksej Poltoranin     | KAZ                 | 521                 |
| 5                   | Ilja Tsjernoesov       | RUS                 | 508                 |
| 6                   | Martin Johnsrud Sundby | NOR                 | 469                 |
| 7                   | Maksim Vylegsjanin     | RUS                 | 437                 |
| 8                   | Sjur Røthe             | NOR                 | 390                 |
| 9                   | Tobias Angerer         | GER                 | 368                 |
| 10                  | Roland Clara           | ITA                 | 361                 |

| Sprintwereldbeker | Sprintwereldbeker  | Sprintwereldbeker | Sprintwereldbeker |
| #                 | Naam               | Land              | Punten            |
| ----------------- | ------------------ | ----------------- | ----------------- |
| 1                 | Emil Jönsson       | SWE               | 498               |
| 2                 | Petter Northug     | NOR               | 329               |
| 3                 | Nikita Krjoekov    | RUS               | 316               |
| 4                 | Teodor Peterson    | SWE               | 274               |
| 5                 | Andrew Newell      | USA               | 264               |
| 6                 | Aleksej Poltoranin | KAZ               | 258               |
| 7                 | Eirik Brandsdal    | NOR               | 240               |
| 8                 | Len Valjas         | CAN               | 214               |
| 9                 | Dario Cologna      | SUI               | 210               |
| 10                | Nikolaj Tsjebotko  | KAZ               | 183               |

## Vrouwen

### Kalender
| Datum | Plaats                            | Onderdeel                             | Eerste                                                                     | Tweede                                                                         | Derde                                                                                   |
| --- | --------------------------------- | ------------------------------------- | -------------------------------------------------------------------------- | ------------------------------------------------------------------------------ | --------------------------------------------------------------------------------------- |
| 24/11/2012 | Gällivare                         | 10 km vrije stijl                     | Marit Bjørgen                                                              | Therese Johaug                                                                 | Kikkan Randall                                                                          |
| 25/11/2012 | Gällivare                         | 4 x 5 km estafette                    | Noorwegen I Vibeke Skofterud Therese Johaug Martine Ek Hagen Marit Bjørgen | Zweden I Ida Ingemarsdotter Sofia Bleckur Lisa Larsen Charlotte Kalla          | Verenigde Staten Holly Brooks Kikkan Randall Elizabeth Stephen Jessica Diggins          |
| Nordic Opening |                                   |                                       |                                                                            |                                                                                |                                                                                         |
| 30/11/2012 | Kuusamo                           | Sprint (klassieke stijl)              | Marit Bjørgen                                                              | Jevgenia Sjapovalova                                                           | Anastasia Dotsenko                                                                      |
| 01/12/2012 | Kuusamo                           | 5 km vrije stijl                      | Marit Bjørgen                                                              | Kikkan Randall                                                                 | Joelia Tsjekaleva                                                                       |
| 02/12/2012 | Kuusamo                           | 10 km klassieke stijl (handicapstart) | Marit Bjørgen                                                              | Therese Johaug                                                                 | Heidi Weng                                                                              |
| Eindklassement Nordic Opening:                                                                                                | Eindklassement Nordic Opening:    | Eindklassement Nordic Opening:        | Marit Bjørgen                                                              | Justyna Kowalczyk                                                              | Heidi Weng                                                                              |
| 07/12/2012 | Quebec                            | Teamsprint (vrije stijl)              | Verenigde Staten I Jessica Diggins Kikkan Randall                          | Duitsland Hanna Kolb Denise Herrmann                                           | Noorwegen I Celine Brun-Lie Maiken Caspersen Falla                                      |
| 08/12/2012 | Quebec                            | Sprint (vrije stijl)                  | Kikkan Randall                                                             | Maiken Caspersen Falla                                                         | Ida Ingemarsdotter                                                                      |
| 13/12/2012 | Canmore                           | 10 km klassieke stijl (massastart)    | Justyna Kowalczyk                                                          | Anne Kyllönen                                                                  | Maiken Caspersen Falla                                                                  |
| 15/12/2012 | Canmore                           | Sprint (vrije stijl)                  | Maiken Caspersen Falla                                                     | Kikkan Randall                                                                 | Celine Brun-Lie                                                                         |
| 16/12/2012 | Canmore                           | 15 km skiatlon                        | Justyna Kowalczyk                                                          | Anne Kyllönen                                                                  | Vibeke Skofterud                                                                        |
| Tour de Ski 2012/2013 |                                   |                                       |                                                                            |                                                                                |                                                                                         |
| 29/12/2012 | Oberhof                           | 3 km vrije stijl                      | Kikkan Randall                                                             | Charlotte Kalla                                                                | Justyna Kowalczyk                                                                       |
| 30/12/2012 | Oberhof                           | 9 km klassieke stijl (handicapstart)  | Justyna Kowalczyk                                                          | Therese Johaug                                                                 | Anne Kyllönen                                                                           |
| 01/01/2013 | Val Müstair                       | Sprint (vrije stijl)                  | Kikkan Randall                                                             | Ingvild Flugstad Østberg                                                       | Heidi Weng                                                                              |
| 03/01/2013 | Toblach                           | 15 km vrije stijl (handicapstart)     | Justyna Kowalczyk                                                          | Charlotte Kalla                                                                | Therese Johaug                                                                          |
| 04/01/2013 | Toblach                           | 3 km klassieke stijl                  | Justyna Kowalczyk                                                          | Krista Lähteenmäki                                                             | Astrid Jacobsen                                                                         |
| 05/01/2013 | Val di Fiemme                     | 10 km klassieke stijl (massastart)    | Justyna Kowalczyk                                                          | Kristin Størmer Steira                                                         | Krista Lähteenmäki                                                                      |
| 06/01/2013 | Val di Fiemme                     | 9 km achtervolging (vrije stijl)      | Therese Johaug                                                             | Elizabeth Stephen                                                              | Heidi Weng                                                                              |
| Eindklassement Tour de Ski:                                                                                                   | Eindklassement Tour de Ski:       | Eindklassement Tour de Ski:           | Justyna Kowalczyk                                                          | Therese Johaug                                                                 | Kristin Størmer Steira                                                                  |
| 12/01/2013 | Liberec                           | Sprint (klassieke stijl)              | Mona-Liisa Malvalehto                                                      | Justyna Kowalczyk                                                              | Maiken Caspersen Falla                                                                  |
| 13/01/2013 | Liberec                           | Teamsprint (vrije stijl)              | Noorwegen I Ingvild Flugstad Østberg Maiken Caspersen Falla                | Zweden I Stina Nilsson Ida Ingemarsdotter                                      | Zweden II Linn Sömskar Magdalena Pajala                                                 |
| 19/01/2013 | La Clusaz                         | 10 km klassieke stijl (massastart)    | Marit Bjørgen                                                              | Therese Johaug                                                                 | Justyna Kowalczyk                                                                       |
| 20/01/2013 | La Clusaz                         | 4 x 5 km estafette                    | Noorwegen I Heidi Weng Therese Johaug Kristin Størmer Steira Marit Bjørgen | Finland Anne Kyllönen Aino-Kaisa Saarinen Riitta-Liisa Roponen Kerttu Niskanen | Noorwegen II Vibeke Skofterud Ingvild Flugstad Østberg Martine Ek Hagen Astrid Jacobsen |
| 01/02/2013 | Sotsji                            | Sprint (vrije stijl)                  | Kikkan Randall                                                             | Aurore Jean                                                                    | Celine Brun-Lie                                                                         |
| 02/02/2013 | Sotsji                            | 15 km skiatlon                        | Kristin Størmer Steira                                                     | Joelia Tsjekaleva                                                              | Nicole Fessel                                                                           |
| 03/02/2013 | Sotsji                            | Teamsprint (klassieke stijl)          | Finland Mona-Liisa Malvalehto Anne Kyllönen                                | Rusland II Joelia Ivanova Natalja Matvejeva                                    | Canada Perianne Jones Daria Gaiazova                                                    |
| 16/02/2013 | Davos                             | Sprint (klassieke stijl)              | Justyna Kowalczyk                                                          | Marit Bjørgen                                                                  | Anne Kyllönen                                                                           |
| 17/02/2013 | Davos                             | 10 km vrije stijl                     | Therese Johaug                                                             | Justyna Kowalczyk                                                              | Kristin Størmer Steira                                                                  |
| 20 februari tot en met 3 maart 2013: wereldkampioenschappen langlaufen 2013 in Val di Fiemme (telt niet mee voor wereldbeker) |                                   |                                       |                                                                            |                                                                                |                                                                                         |
| 09/03/2013 | Lahti                             | Sprint (vrije stijl)                  | Kikkan Randall                                                             | Marit Bjørgen                                                                  | Alena Prochazková                                                                       |
| 10/03/2013 | Lahti                             | 10 km klassieke stijl                 | Justyna Kowalczyk                                                          | Marit Bjørgen                                                                  | Heidi Weng                                                                              |
| 13/03/2013 | Drammen                           | Sprint (klassieke stijl)              | Justyna Kowalczyk                                                          | Heidi Weng                                                                     | Ingvild Flugstad Østberg                                                                |
| 16/03/2013 | Oslo                              | 30 km vrije stijl (massastart)        | Therese Johaug                                                             | Justyna Kowalczyk                                                              | Joelia Tsjekaleva                                                                       |
| Wereldbekerfinale |                                   |                                       |                                                                            |                                                                                |                                                                                         |
| 20/03/2013 | Stockholm                         | Sprint (klassieke stijl)              | Justyna Kowalczyk                                                          | Marit Bjørgen                                                                  | Kerttu Niskanen                                                                         |
| 22/03/2013 | Falun                             | 2,5 km vrije stijl                    | Marit Bjørgen                                                              | Charlotte Kalla                                                                | Kikkan Randall                                                                          |
| 23/03/2013 | Falun                             | 10 km klassieke stijl (massastart)    | Marit Bjørgen                                                              | Therese Johaug                                                                 | Heidi Weng                                                                              |
| 24/03/2013 | Falun                             | 10 km vrije stijl (handicapstart)     | Therese Johaug                                                             | Kikkan Randall                                                                 | Charlotte Kalla                                                                         |
| Eindklassement wereldbekerfinale:                                                                                             | Eindklassement wereldbekerfinale: | Eindklassement wereldbekerfinale:     | Marit Bjørgen                                                              | Therese Johaug                                                                 | Charlotte Kalla                                                                         |

### Eindstanden
| Algemene wereldbeker | Algemene wereldbeker   | Algemene wereldbeker | Algemene wereldbeker |
| #                    | Naam                   | Land                 | Punten               |
| -------------------- | ---------------------- | -------------------- | -------------------- |
| 1                    | Justyna Kowalczyk      | POL                  | 2.017                |
| 2                    | Therese Johaug         | NOR                  | 1.503                |
| 3                    | Kikkan Randall         | USA                  | 1.190                |
| 4                    | Marit Bjørgen          | NOR                  | 1.148                |
| 5                    | Heidi Weng             | NOR                  | 1.085                |
| 6                    | Kristin Størmer Steira | NOR                  | 1.018                |
| 7                    | Anne Kyllönen          | FIN                  | 987                  |
| 8                    | Charlotte Kalla        | SWE                  | 845                  |
| 9                    | Astrid Jacobsen        | NOR                  | 778                  |
| 10                   | Krista Lähteenmäki     | FIN                  | 736                  |

| Afstandswereldbeker | Afstandswereldbeker    | Afstandswereldbeker | Afstandswereldbeker |
| #                   | Naam                   | Land                | Punten              |
| ------------------- | ---------------------- | ------------------- | ------------------- |
| 1                   | Justyna Kowalczyk      | POL                 | 1.027               |
| 2                   | Therese Johaug         | NOR                 | 874                 |
| 3                   | Kristin Størmer Steira | NOR                 | 665                 |
| 4                   | Heidi Weng             | NOR                 | 526                 |
| 5                   | Anne Kyllönen          | FIN                 | 499                 |
| 6                   | Marit Bjørgen          | NOR                 | 492                 |
| 7                   | Charlotte Kalla        | SWE                 | 456                 |
| 8                   | Astrid Jacobsen        | NOR                 | 441                 |
| 9                   | Joelia Tsjekaleva      | RUS                 | 430                 |
| 10                  | Kikkan Randall         | USA                 | 398                 |

| Sprintwereldbeker | Sprintwereldbeker        | Sprintwereldbeker | Sprintwereldbeker |
| #                 | Naam                     | Land              | Punten            |
| ----------------- | ------------------------ | ----------------- | ----------------- |
| 1                 | Kikkan Randall           | USA               | 542               |
| 2                 | Justyna Kowalczyk        | POL               | 430               |
| 3                 | Ingvild Flugstad Østberg | NOR               | 294               |
| 4                 | Maiken Caspersen Falla   | NOR               | 283               |
| 5                 | Anne Kyllönen            | FIN               | 260               |
| 6                 | Celine Brun-Lie          | NOR               | 258               |
| 7                 | Marit Bjørgen            | NOR               | 256               |
| 8                 | Mona-Liisa Malvalehto    | FIN               | 244               |
| 9                 | Aurore Jean              | FRA               | 213               |
| 10                | Ida Ingemarsdotter       | SWE               | 213               |

## Landenklassementen
| Algemeen | Algemeen         | Algemeen | Algemeen |
| #        | Land             | Punten   |          |
| -------- | ---------------- | -------- | -------- |
| 1        | Noorwegen        | 14.208   |          |
| 2        | Rusland          | 9.130    |          |
| 3        | Zweden           | 6.352    |          |
| 4        | Finland          | 4.841    |          |
| 5        | Duitsland        | 3.869    |          |
| 6        | Verenigde Staten | 3.482    |          |
| 7        | Italië           | 2.664    |          |
| 8        | Zwitserland      | 2.449    |          |
| 9        | Polen            | 2.182    |          |
| 10       | Canada           | 1.947    |          |

| Mannen | Mannen      | Mannen | Mannen |
| #      | Land        | Punten |        |
| ------ | ----------- | ------ | ------ |
| 1      | Rusland     | 6.353  |        |
| 2      | Noorwegen   | 6.154  |        |
| 3      | Zweden      | 3.583  |        |
| 4      | Zwitserland | 2.197  |        |
| 5      | Italië      | 2.023  |        |
| 6      | Duitsland   | 1.881  |        |
| 7      | Kazachstan  | 1.645  |        |
| 8      | Canada      | 1.494  |        |
| 9      | Tsjechië    | 909    |        |
| 10     | Frankrijk   | 895    |        |

| Vrouwen | Vrouwen          | Vrouwen | Vrouwen |
| #       | Land             | Punten  |         |
| ------- | ---------------- | ------- | ------- |
| 1       | Noorwegen        | 8.054   |         |
| 2       | Finland          | 4.139   |         |
| 3       | Rusland          | 2.777   |         |
| 4       | Zweden           | 2.769   |         |
| 5       | Verenigde Staten | 2.709   |         |
| 6       | Polen            | 2.104   |         |
| 7       | Duitsland        | 1.988   |         |
| 8       | Frankrijk        | 903     |         |
| 9       | Italië           | 641     |         |
| 10      | Canada           | 453     |         |